# Strada statale 120 racc di Tre Monzelli
La strada statale 120 racc di Tre Monzelli (SS 120 racc), già nuova strada ANAS 348 di Tre Monzelli (NSA 348), è una strada statale italiana che funge da raccordo tra l'autostrada Palermo-Catania e la viabilità ordinaria.
Si sviluppa nel territorio comunale di Polizzi Generosa, avendo origine nei pressi di Masseria Xireni e terminando dopo un breve percorso di 1,600 km sull'A19 Palermo-Catania in corrispondenza dello svincolo di Tremonzelli.

## Storia
Inizialmente l'infrastruttura fu compresa nella rete autostradale in qualità di area di svincolo, come testimoniato da alcune segnaletiche con sfondo verde presenti lungo il percorso. Nel 2011 ha ottenuto la classificazione provvisoria di nuova strada ANAS 348 di Tre Monzelli (NSA 348), mentre nel 2012 è avvenuta la classificazione definitiva attuale.

## Descrizione

### Tabella percorso
| di Tre Monzelli |                                            |      |           |
| Tipo            | Indicazione                                | ↓km↓ | Provincia |
|                 | dell'Etna e delle Madonie                  | 0,0  | PA        |
|                 | Palermo-Catania (Svincolo di Tre Monzelli) | 1,6  | PA        |